# Cerera tronująca
Cerera tronująca lub Muza Talia – obraz namalowany przez węgierskiego artystę renesansowego Michela Pannonia, sygnowany Ex Michaele Panonio.

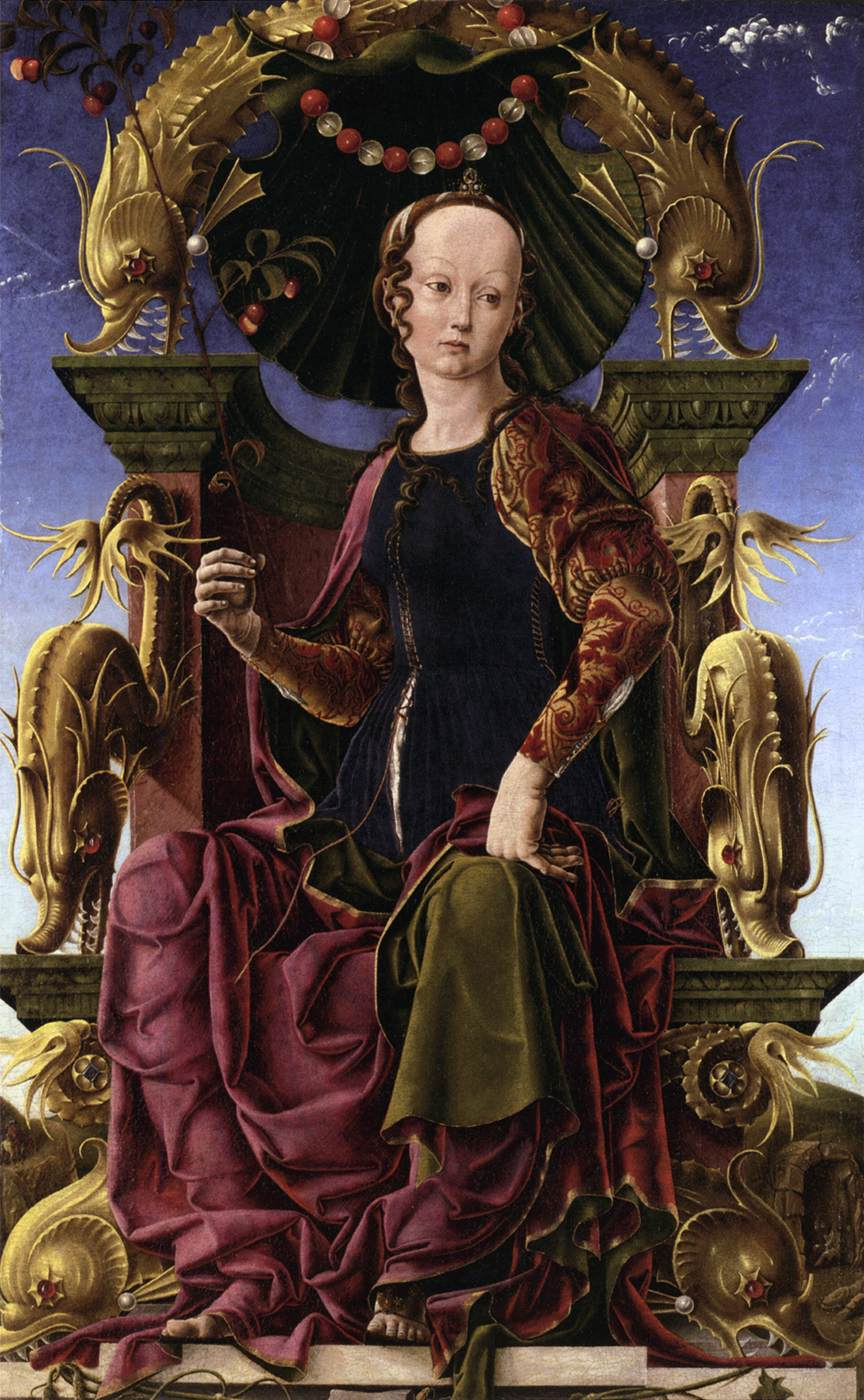
Muza Kalliope, Cosme Tura z lat 1455 – 1460

Jest to jedyny znany i sygnowany obraz Pannonio. Został wykonany na zlecenie księcia Ferrary Borsa d’Este i stanowił część cyklu przedstawiającego rzymskie muzy zdobiącego pałac Belfiore w Ferrarze. Po śmierci księcia realizację jego planu kontynuował Herkules I d’Este. Pomysł na cykl obrazów pochodził prawdopodobnie od humanisty Guarina de Verona, który w liście do księcia Lionello d’Este z 1447 roku, przedstawił szkic cyklu. Z listu dowiadujemy się, iż muza komedii Talia miała być przedstawiona jako muza rolnictwa. Przez wiele jednak lat uważano, iż obraz przedstawia boginię wegetacji Ceres.

## Opis obrazu
Kompozycja obrazu jest taka sama jak w dziele Cosmy Tury pt. Muza Kalliope znajdującym się w National Gallery w Londynie. Muza widoczna z bardzo niskiej perspektywy, siedzi na wysokim tronie, wśród małych putta trzymających girlandy owoców. W dłoni trzyma gałązkę winorośli, a na głowie ma wieniec z kłosów zboża. Sylwetka została utrzymana w stylu gotyku międzynarodowego. Na pierwszym planie po obu stronach widoczne są dwa wazony z liliami, ozdobione perłami i klejnotami. Ich szczegółowość może nawiązywać do sztuki flamandzkiej i dzieł Jana van Eycka. Pośrodku, u dołu, widoczny jest zwój papieru na którym malarz umieścił swój podpis. Graficzny charakter i bogactwo szczegółów wskazuje na związek malarza ze szkołą ferraryjską.